# Список банков, лишённых лицензии в 1996 году (Россия)

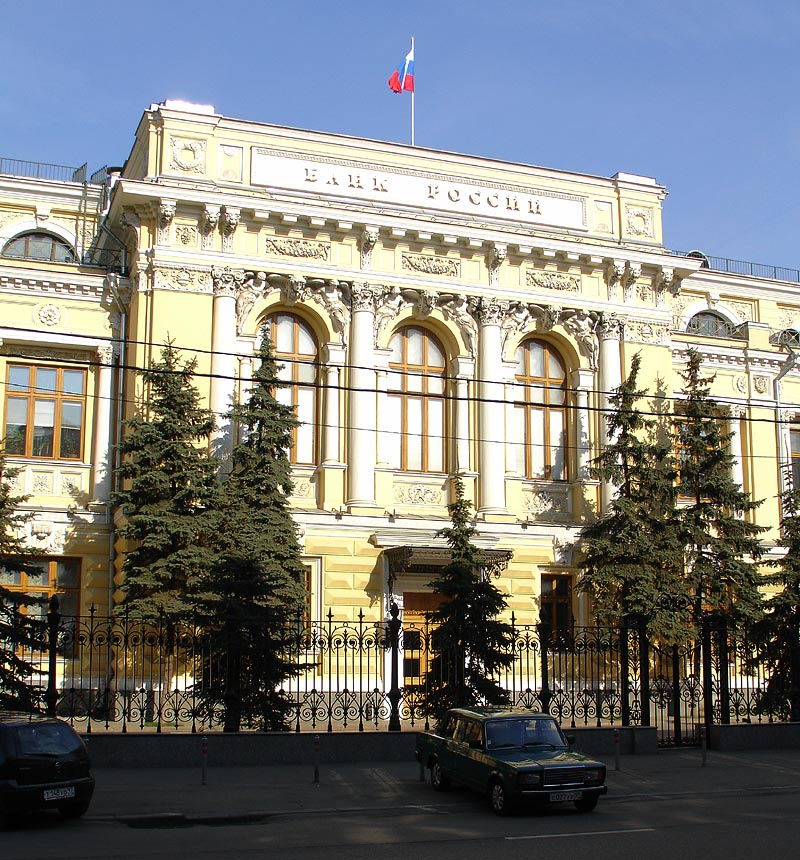
Здание Центрального Банка России на Неглинной

В список включены все кредитные организации России, у которых в 1996 году была отозвана или аннулирована лицензия на осуществление банковской деятельности.

## Легенда
Список разбит на четыре раздела по кварталам 1996 года. Внутри разделов организации отсортированы по месяцам, внутри месяца по датам закрытия, внутри одной даты по номеру документа об отзыве или аннулировании лицензии, внутри одного документа по алфавиту.
| Таблица: - Дата — дата отзыва/аннулирования лицензии. - Приказ — номер приказа или иного документа об отзыве/аннулировании лицензии. - Регион — населённый пункт или регион регистрации банка. - Причина — основные причины отзыва или аннулирования лицензии организации. Выделение строк: - — выделение светло-зелёным цветом означает, что лицензия организации была аннулирована. - — выделение светло-жёлтым цветом означает, что лицензия организации была отозвана. | Сокращения: - АБ — акционерный банк. - АКБ — акционерный коммерческий банк. - АО — акционерное общество. - ЗАО — закрытое акционерное общество. - ИБ — инвестиционный банк. - КБ — коммерческий банк. - НКО — небанковская кредитная организация. - ОАО — открытое акционерное общество. - ООО — общество с ограниченной ответственностью. |

## 3 квартал
В разделе приведены все кредитные организации, у которых в 3-м квартале 1996 года была отозвана или аннулирована лицензия.
| Наименование                                            | Основ. | Лиц. | Дата       | Приказ | Регион  | Причина                                 | Прим.       |
| ------------------------------------------------------- | ------ | ---- | ---------- | ------ | ------- | --------------------------------------- | ----------- |
| Сентябрь                                                |        |      |            |        |         |                                         |             |
| Магаданский биржевой коммерческий банк «Магадан-кредит» | 1992   | 1836 | 03.09.1996 | 02-318 | Магадан | Причина отзыва лицензии не установлена. | [ 1 ] [ 2 ] |

### Комментарии
1. ↑  По инициативе Банка России.
2. ↑  По инициативе собственников компании или в порядке её реорганизации.
3. ↑  По другим данным лицензия была аннулирована 20 июня 1993 года.